# لیژر ویلج وست (نیوجرسی)
لیژر ویلج وست (به انگلیسی: Leisure Village West) یک منطقهٔ مسکونی در ایالات متحده آمریکا است که در منچستر، نیوجرسی واقع شده‌است. لیژر ویلج وست ۳٫۱۶۴ کیلومتر مربع مساحت و ۳٬۴۹۳ نفر جمعیت دارد و ۲۱ متر بالاتر از سطح دریا واقع شده‌است.